# یوسوکه کوبایاشی (بازیکن فوتبال، زاده ۱۹۹۴)
یوسوکه کوبایاشی (ژاپنی: 小林 祐介؛ زادهٔ ۲۳ اکتبر ۱۹۹۴) یک بازیکن فوتبال اهل ژاپن است.
از باشگاه‌هایی که در آن بازی کرده‌است می‌توان به باشگاه فوتبال کاشیوا ریسول و باشگاه فوتبال شونان بلمار اشاره کرد.